# Bernie Worrell
George Bernard "Bernie" Worrell, Jr., född 19 april 1944 i Long Branch i New Jersey, död 24 juni 2016 i Everson i Washington, var en amerikansk keyboardist och kompositör mest känd för sitt arbete med Parliament-Funkadelic och Talking Heads. Han blev invald i Rock and Roll Hall of Fame 1997, tillsammans med femton andra medlemmar från Parliament-Funkadelic.

## Diskografi

### Soloalbum
- 1978: All the Woo in the World
- 1990: B.W. Jam (Rock the House)
- 1991: Funk of Ages
- 1993: Pieces Of Woo: The Other Side
- 1993: Blacktronic Science
- 1997: Free Agent: A Spaced Odyssey
- 2007: Improvisczario

### Utvalda gruppalbum
- 1970: Osmium av Parliament
- 1970: Funkadelic av Funkadelic
- 1971: Maggot Brain av Funkadelic
- 1972: America Eats Its Young av Funkadelic
- 1974: Up for the Down Stroke av Parliament
- 1977: Funkentelechy Vs. the Placebo Syndrome av Parliament
- 1982: The Name of This Band Is Talking Heads av Talking Heads
- 1983: Speaking in Tongues av Talking Heads
- 1984: Stop Making Sense av Talking Heads
- 1984: Fred Schneider & the Shake Society av Fred Schneider
- 1992: Transmutation (Mutatis Mutandis) av Praxis
- 1993: Every Silver Lining Has a Cloud av Julian Schnabel
- 1999: Unison av Shin Terai
- 2004: The Big Eyeball in the Sky av Colonel Claypool's Bucket of Bernie Brains
- 2006: Gold & Wax av Gigi
- 2007: Lightyears av Shin Terai
- 2007: Tennessee 2004 av Praxis
- 2007: Turn My Teeth Up! av Baby Elephant
- 2008: Profanation (Preparation for a Coming Darkness) av Praxis
- 2008: Living on Another Frequency av Science Faxtion
- 2008: A New Mind av Activities of Dust